# Саприно (село)
Саприно — село в Подгоренском районе Воронежской области Российской Федерации. 
Входит в состав Витебского сельского поселения.

## Население
| 1859 | 1897 | 2010 |
| ---- | ---- | ---- |
| 814  | ↗944 | ↘447 |

## Улицы
| - ул. Крутая, - ул. Механизаторов, - ул. Нижняя, - ул. Садовая, | - ул. Строителей, - ул. Тихая, - ул. Трудовая, - ул. Цветочная, | - ул. Центральная, - ул. Шатова, - ул. Школьная. |